# Cletus Village
Cletus Village es una localidad de Santa Lucía que forma parte del distrito de Gros Islet.